# نعومي كاباكابا
نعومي كاباكابا نسيالا (من مواليد 4 فبراير 1998) والمعروفة باسم نعومي كاباكابا، هي لاعبة كرة قدم من جمهورية الكونغو الديمقراطية تلعب في مركز الجناح في نادي الأهلي ومنتخب الكونغو الديمقراطية للسيدات.

## المسيرة الكروية
لعبت نعومي لصالح نادي بافانا بافانا ونادي أو سي إل سيتي في جمهورية الكونغو الديمقراطية.

### غلطة سراي
في 4 فبراير 2023، انتقلت إلى فريق غلطة سراي في الدوري التركي الممتاز لكرة القدم للسيدات.

### الأهلي
في 26 يناير 2024، وقعت عقدًا مع نادي الأهلي السعودي للسيدات لتكون أول لاعبة كونغولية تلعب في الدوري.

## المسيرة الدولية
شاركت نعومي مع منتخب الكونغو الديمقراطية على المستوى الأول خلال بطولة التصفيات الأفريقية المؤهلة للألعاب الأولمبية للسيدات 2020 (الجولة الثالثة).

### الأهداف الدولية
قائمة الأهداف والنتائج للكونغو الديمقراطية أولاً
| لا. | تاريخ          | مكان                                        | الخصم | نتيجة | نتيجة | مسابقة                   | المرجع |
| --- | -------------- | ------------------------------------------- | ----- | ----- | ----- | ------------------------ | ------ |
| 1   | 24 فبراير 2020 | ملعب إيبيبيين ، إيبيبيين ، غينيا الاستوائية | تشاد  | 3-0   | 4-2   | كأس UNNIFAC للسيدات 2020 | [ 5 ]  |
| 2   | 24 فبراير 2020 | ملعب إيبيبيين ، إيبيبيين ، غينيا الاستوائية | تشاد  | 4-0   | 4-2   | كأس UNNIFAC للسيدات 2020 | [ 5 ]  |